# Aydemir Nemli
Aydemir Nemli (* 1929 in Istanbul; † 14. Januar 2003 ebenda) war ein türkischer Fußballspieler und -trainer. Obwohl er seine Karriere bei Fenerbahçe Istanbul begann, wird er eher mit İstanbulspor assoziiert. Für diesen Verein spielte er elf Jahre lang und trug dabei die letzten Jahre die Kapitänsbinde. Zudem arbeitete er mehrmals als Trainer für diesen Verein.

## Spielerkarriere

### Verein
Als Sohn einer Aristokratenfamilie aus der Stadt Trabzon startete Nemli seine Fußballspielerkarriere bei Fenerbahçe Istanbul und besuchte nebenbei das renommierte Boğaziçi-Gymnasium. Nachdem er bis zum Sommer 1949 für Fenerbahçe aktiv gewesen war, verließ er den Verein und wechselte zum Stadtrivalen İstanbulspor. Hier etablierte er sich auf Anhieb zum Leistungsträger und wurde auch in die Nationalmannschaft berufen. Ab Frühjahr 1959 nahm er mit Istanbulspor an der neugegründeten und landesweit ausgelegten Millî Lig, mit heutigem Namen Süper Lig, teil. Bisher existierte in der Türkei keine nationale Liga, sondern lediglich in den größeren Ballungszentren regionale Ligen. Von diesen regionalen Ligen war die renommierteste die İstanbul Profesyonel Ligi. Die erste Spielzeit wurde von Februar 1959 bis zum Juni 1959 ausgespielt und endete mit der Meisterschaft von Fenerbahçe Istanbul. Für Istanbulspor spielte Nemli noch zwei Spielzeiten in dieser Liga und belegte weit abgeschlagen von der Tabellenspitze einen unteren Tabellenplatz. Nachdem er bereits in der letzten Saison zum Spielertrainer ernannt wurde und die Vereinsführung erklärte, die Mannschaft verjüngen zu wollen, bekam Nemli immer weniger Spieleinsätze. Zum Sommer 1960 beendete er seine aktive Fußballspielerlaufbahn.

### Nationalmannschaft
1937 wurde Nemli im Rahmen eines Testspiels gegen die Brasilianische Nationalmannschaft, was auch das erste Spiel gegen Brasilien in der Verbandsgeschichte bedeutete, das erste Mal in seiner Karriere in den Kader der Türkischen Nationalmannschaft nominiert.
Etwa ein Jahr nach diesem Länderspieldebüt wurde er für ein Testspiel gegen Ägypten in den Kader der 2. Auswahl der Nationalmannschaft, der Türkei A2, nominiert und gab auch für diese Nationalmannschaftsstufe sein Debüt.

## Trainerkarriere
Bereits im letzten Jahr seiner Spielerkarriere wurde er bei İstanbulspor zum Spielertrainer ernannt und assistierte in dieser Funktion dem damaligen Cheftrainer Ziya Taner. Etwa ein Jahr nach dem Ende seiner aktiven Laufbahn übernahm er das Traineramt bei İstanbulspor und wechselte damit ins Trainerfach. Diesen Verein trainierte er etwa eineinhalb Spielzeiten lang und gab im Januar 1963 seinen Rücktritt bekannt.
Zum Sommer 1963 übernahm er den damaligen Amateurligisten Taksim SK, die Mannschaft der armenischen Minderheit Istanbuls, und führte sie zur Meisterschaft der Mahalli Lig.
Im Februar 1966 wurde er bei seinem alten Verein, dem stark abstiegsbedrohten Istanbulspor, als Trainer und Manager in Personalunion vorgestellt. Er betreute den Verein bis zum Saisonende und erreichte mit diesem den sicheren Klassenerhalt.